# Giánnouli
Giánnouli är en ort i Grekland.   Den ligger i prefekturen Nomós Larísis och regionen Thessalien, i den centrala delen av landet, 220 km nordväst om huvudstaden Aten. Giánnouli ligger 79 meter över havet och antalet invånare är 7 030.
Terrängen runt Giánnouli är platt. Runt Giánnouli är det tätbefolkat, med 947 invånare per kvadratkilometer. Närmaste större samhälle är Lárisa, 3,8 km sydost om Giánnouli. Trakten runt Giánnouli består till största delen av jordbruksmark.